# Оббурдон
Оббурдо́н — кишлак в Согдійському вілояті Таджикистану, центр (і єдине поселення) Оббурдонського джамоату Матчинської нохії. Кишлак є одним з найбільших сіл у країні.
Кишлак розташований в долині річки Сирдар'я, на берегах двох каналів — Таджицького та правої гілки каналу Дальварзин. Перший слугує також державним кордоном з Узбекистаном. Поселення розташоване на висоті 280 м.
Через кишлак проходить дорога Нау — Бустон. Тут знаходиться і міст через Дальварзинський канал.
| Таджикистан | Це незавершена стаття з географії Таджикистану. Ви можете допомогти проєкту, виправивши або дописавши її. |